# Intendants du Gondor
Pour les articles homonymes, voir Intendant et Surintendant.

Sceau des Intendants du Gondor : les tengwar R, ND et R (pour arandur, nom quenya de leur charge) surmontés de trois étoiles

Les Intendants du Gondor sont des personnages imaginaires de la Terre du Milieu de J. R. R. Tolkien.
Comme l'indique leur titre, les Intendants (en quenya Arandur, c'est-à-dire « Serviteur du roi ») sont de hauts fonctionnaires du Gondor, seconds du roi. La charge est créée par le roi Rómendacil Ier ; à partir du règne de Minardil, les souverains choisissent leurs Intendants dans la même famille, et progressivement la charge devient héréditaire.
Le terme original employé par Tolkien est Steward. La plupart des traducteurs ont choisi de le rendre par « Intendant », hormis Tina Jolas, qui a adopté « Surintendant » dans sa traduction des Appendices du Seigneur des anneaux et des Contes et légendes inachevés.

## Liste des Intendants
Entre parenthèses, les dates de naissance et de décès.

### Premiers Intendants connus
| Nom                  | Vie         | Notes |
| -------------------- | ----------- | --- |
| Húrin d'Emyn Arnen   | vers 1630   | Intendant du Roi Minardil. Fondateur de la Maison de Húrin, de laquelle sont issus tous les intendants ultérieurs. |
| Pelendur             | 1879 - 1988 | Intendant du roi Ondoher. Il gouverne le Gondor pendant une année après la mort du roi (1944-1945), sa succession étant disputée.                                                                                         |
| Vorondil le Chasseur | 1919 - 2029 | Fils et successeur de Pelendur. Il aime à chasser les bœufs sauvages d'Araw qui paissaient sur les rives de la mer de Rhûn. C'est lui qui créa le Cor de Gondor, que sonne Boromir, transmis de génération en génération. |
| Mardil               | 1960 - 2050 | Surnommé Voronwë, « le Constant ». Il tente de dissuader le roi Eärnur de partir se battre contre le Roi-Sorcier, sans succès.                                                                                            |

### Intendants souverains
Lorsque le roi Eärnur disparaît en 2050, il n'y a aucun candidat à la couronne. Les Intendants prêtent alors serment « de maintenir le Sceptre et la Loi au nom du Roi, et jusqu'au retour du Roi ». L'expression « jusqu'au retour du Roi » devient rapidement symbolique, sans poids effectif, car on croit la lignée royale éteinte à jamais. Toutefois, même si les Intendants exercent tous les pouvoirs des anciens rois, ils n'ont ni couronne ni sceptre, seulement une baguette blanche, et leur drapeau est entièrement blanc (la bannière des Rois représentait un arbre blanc auréolé de sept étoiles, le tout sur fond de sable). L'autorité des Intendants souverains sur le Gondor dure près de mille ans.
| Rang | Nom            | Vie            | Intendance  | Notes |
| ---- | -------------- | -------------- | ----------- | --- |
| 1    | Mardil Voronwë | 1960 - 2080    | 2050 - 2080 | En 2063, début de la Paix Vigilante : Sauron se retire dans l'est et le Gondor respire. |
| 2    | Eradan         | 1999 - 2116    | 2080 - 2116 | |
| 3    | Herion         | 2037 - 2148    | 2116 - 2148 | |
| 4    | Belegorn       | 2074 - 2204    | 2148 - 2204 | |
| 5    | Húrin Ier      | 2124 - 2244    | 2204 - 2244 | |
| 6    | Túrin Ier      | 2165 - 2278    | 2244 - 2278 | Troisième fils de Húrin, il se marie à trois reprises, chose rare chez les Gondoriens. |
| 7    | Hador          | 2245 - 2395    | 2278 - 2395 | Il est le dernier Gondorien à atteindre l'âge de 150 ans. Après lui, la diminution de leur espérance de vie s'accélère. |
| 8    | Barahir Ier    | 2290 - 2412    | 2395 - 2412 | |
| 9    | Dior           | 2328 - 2435    | 2412 - 2435 | Mort sans enfants ; lui succède le fils de sa sœur Rían. |
| 10   | Denethor Ier   | 2375 - 2477    | 2435 - 2477 | Sauron revient à Dol Guldur en 2463 : fin de la Paix Vigilante. En 2475, les premiers Uruks attaquent l'Ithilien ; ils sont repoussés par Boromir, le fils de Denethor. |
| 11   | Boromir Ier    | 2410 - 2489    | 2477 - 2489 | Il est blessé par une lame de Morgul en 2475, ce qui écourte sa vie. |
| 12   | Cirion         | 2449 - 2567    | 2489 - 2567 | En 2510, il offre la province du Calenardhon à Éorl le Jeune et à son peuple, qui deviennent les Rohirrim. |
| 13   | Hallas         | 2480 - 2605    | 2567 - 2605 | |
| 14   | Húrin II       | 2515 - 2628    | 2605 - 2628 | |
| 15   | Belecthor Ier  | 2545 - 2655    | 2628 - 2655 | |
| 16   | Orodreth       | 2576 - 2685    | 2655 - 2685 | |
| 17   | Ecthelion Ier  | 2600 - 2698    | 2685 - 2698 | Il rebâtit la Tour Blanche de Minas Tirith, qu'on appelle dès lors Tour d'Ecthelion. Mort sans enfants ; lui succède le petit-fils de Morwen, sœur d'Orodreth. |
| 18   | Egalmoth       | 2626 - 2743    | 2698 - 2743 | |
| 19   | Beren          | 2655 - 2763    | 2743 - 2763 | En 2758, trois flottes des Pirates d'Umbar attaquent le Gondor, tandis que le Rohan doit faire face à l'usurpation de Wulf. Les Pirates sont difficilement repoussés. Après le Rude Hiver de 2758 - 2759, Beren offre les clefs d'Orthanc à l'Istar Saroumane. |
| 20   | Beregond       | 2700 - 2811    | 2763 - 2811 | |
| 21   | Belecthor II   | 2752 - 2872    | 2811 - 2872 | Dernier de sa lignée à dépasser les 100 ans. À sa mort, l'Arbre blanc dépérit, mais on ne peut en retrouver une autre pousse et on le laisse tel qu'il est. |
| 22   | Thorondir      | 2782 - 2882    | 2872 - 2882 | |
| 23   | Túrin II       | 2815 - 2914    | 2882 - 2914 | Les habitants de l'Ithilien fuient en masse de l'autre côté de l'Anduin à cause des attaques constantes des Orques du Mordor. Túrin fait bâtir plusieurs refuges secrets dans la région, dont Henneth Annûn. |
| 24   | Turgon         | 2855 - 2953    | 2914 - 2953 | Deux ans avant sa mort, Sauron revient en puissance au Mordor et reconstruit Barad-dûr. |
| 25   | Ecthelion II   | 2886 - 2984    | 2953 - 2984 | Il renforce Pelargir et fortifie Cair Andros. Secondé par Aragorn sous le pseudonyme de Thorongil. |
| 26   | Denethor II    | 2930 - 3019    | 2984 - 3019 | Le plus savant de tous les Intendants, Denethor ose utiliser le palantír de Minas Tirith, que nul n'a contemplé depuis que Sauron s'est emparé de la Pierre-Ithil. Les choses qu'il y voit le persuadent de la défaite ultime du Gondor, et il se donne la mort au cours de la guerre de l'Anneau après avoir perdu son fils aîné et croyant à la mort de son fils cadet. Son fils aîné Boromir II, qui était son fils préféré et qu'il avait associé à son intendance, aurait dû lui succéder comme intendant souverain, mais il fut envoyé comme représentant du Gondor au Conseil d'Elrond puis pris part à la Communauté de l'Anneau, il trouva la mort au bord du fleuve Anduin tué par une troupe d'Orques qui les avait pris en chasse. C'est donc Faramir, son fils cadet qu'il aimait moins qui lui succéda. |
| 27   | Faramir        | 2983 - 82 Q.A. | 3019        | Il n'est que brièvement Intendant souverain : il remet en effet les insignes de sa charge à Elessar, le Roi revenu, qui en fait son Intendant, et le premier prince d'Ithilien. |

## Les Intendants du Royaume réunifié
| Nom        | Vie            | Intendance          | Notes |
| ---------- | -------------- | ------------------- | --- |
| Faramir    | 2983 - 82 Q.A. | 3019 T.A. - 82 Q.A. | |
| Elboron    |                | 82 - ? Q.A.         | Elboron, fils de Faramir et d'Éowyn, n'apparaît que dans un arbre généalogique de la lignée de Dol Amroth.                                                                                       |
| Barahir II |                | v. 120 Q.A.         | Barahir, petit-fils de Faramir, n'apparaît que dans le prologue du Seigneur des anneaux, où il est dit être l'auteur du Conte d'Arwen et Aragorn ; il n'est pas certain qu'il ait été Intendant. |